# Legittimazione democratica dell'Unione europea
La questione della legittimazione democratica dell'Unione europea e delle sue istituzioni anima un dibattito politico e giuridico che vede in campo posizioni diverse e variegate, a volte polarizzate sulla netta contrapposizione tra chi, da posizioni euroscettiche, afferma che l'intero sistema di governance dell'Unione europea sia affetto da un deficit democratico (d'intensità più o meno grave, a seconda delle singole posizioni), e chi, da posizioni filo-europeiste, sostiene, al contrario, che la legittimità dell'Unione e della sua governance non discenda solo dalla consultazione popolare diretta nelle elezioni europee, ma promani anche da quella stessa legittimazione democratica della quale, nei singoli stati membri, sono investiti i soggetti politici nazionali che partecipano in modo diretto agli organismi politici comunitari o esprimono e designano le figure che prendono parte a organi e istituzioni privi di natura elettiva.

## Storia
La questione della legittimità democratica e la nozione di deficit democratico sono al centro dell'attenzione fin dalle origini del processo storico-politico di integrazione europea.
L'espressione deficit democratico si ritiene esser stata usata per la prima volta nel 1977 nel Manifesto dei Jeunes Européens Fédéralistes (Giovani Federalisti Europei) la cui bozza fu redatta da Richard Corbett e ratificata nel congresso di Berlino di quello stesso anno. Nel 1979, la locuzione fu ripresa da David Marquand con riferimento all'allora Comunità economica europea (CEE), istituzione precorritrice dell'Unione europea. Corbett sosteneva che il Parlamento europeo soffriva di un deficit di democrazia dovuto alla stessa natura che aveva all'epoca, quella di organo non eletto in modo diretto dai cittadini della comunità
In principio, quindi, il termine deficit democratico era usato in modo molto specifico, come critica rivolta al meccanismo che permetteva la devoluzione di quote di potere legislativo dagli stati nazionali al Consiglio dei ministri europei, attraverso modalità non assistite da procedure partecipative. Faceva riferimento alla percezione di scarsa accessibilità alle istituzioni e ai processi di policy making di rango comunitario da parte dei semplici cittadini, o di una scarsa accountability delle istituzioni comunitarie, di una mancanza di rappresentatività nei confronti dei comuni cittadini.
Il proposito di superare tali criticità ha sollecitato delle risposte politiche che andassero in direzione di una maggiore partecipazione democratica. Nel 1979, vi fu il conferimento di natura pienamente elettiva al Parlamento europeo, organo rappresentativo assembleare investito del potere di approvare o respingere provvedimenti di legislazione europea.
Dopo questa innovazione istituzionale, venuta meno l'obiezione sulla natura non elettiva del Parlamento europeo, l'uso del termine è passato a indicare, in modo generico, nuove questioni politiche relative al processo di integrazione. Tuttavia, le elezioni europee succedutesi dalla prima edizione del 1979 hanno manifestato segni significativi di una progressiva disaffezione degli elettori europei nei confronti dell'istituzione, con una partecipazione al voto in calo fino al minimo registrato nelle consultazioni del 2014, in cui l'affluenza globale alle urne si è attestata sul 42.54% a livello europeo. Questo dato appare basso se lo si confronta con la media di partecipazione alle elezioni nazionali negli stati membri, che si aggira intorno al 68%.
Vi è una grande divergenza di opinioni e di giudizi sul fatto se l'istituzione europea sia afflitta o meno da un deficit democratico e, tra chi ne è convinto, sull'esistenza di soluzioni e possibili rimedi da mettere in campo. Chi è favorevole al processo storico di integrazione europea auspica una riforma che aumenti la accountability delle istituzioni e dei processi politico-decisionali dell'Unione e li renda più trasparenti, mentre gli euroscettici auspicano una riduzione dei relativi poteri istituzionali sovranazionali (se non, nelle posizioni più estreme, addirittura una dissoluzione dell'istituzione), o si spendono in favore di una fuoruscita unilaterale del proprio stato dall'Unione (come avvenuto nel caso della cosiddetta Brexit)

### Snodi costituzionali nella legittimazione democratica dell'Unione europea
Nell'assetto costituzionale dell'Unione europea vi sono tre istituzioni da quale promana la legittimazione democratica:
- il Parlamento europeo, organo assembleare a elezione diretta, espressione del popolo complessivo dell'Unione, con poteri relativamente limitati ma ampliati con ogni nuovo trattato;
- il Consiglio dell'Unione europea (il "Consiglio dei Ministri europei"), espressione dei governi delle singole nazioni, questi ultimi pienamente legittimati dai popoli tramite elezioni nazionali.
- il Consiglio europeo (organo che riunisce i capi di governo dei singoli stati membri), anch'esso espressione dei governi delle singole nazioni, legittimati dai popoli tramite elezioni.

La Commissione europea (la funzione pubblica dell'Unione) è nominata dai primi due corpi in modo congiunto.
La legittimazione democratica all'interno dell'UE può essere paragonata, grosso modo, al meccanismo di duplice legittimazione in vigore in un sistema politico federale come quello degli Stati Uniti d'America, in cui vi sono due centri indipendenti da cui scaturisce la legittimità: la Camera dei rappresentanti e il Senato. Per diventare leggi, le iniziative devono essere approvate dai due corpi, il primo dei quali è espressione del popolo americano nel suo complesso, laddove il secondo è un separato organo che rappresenta i popoli dei singoli stati federati americani.